# 稀豆粉
稀豆粉 (きとうふん、シードウフェン、Xidoufen) は、中国雲南省で一般的な中華料理のスープで、茹でたエンドウマメの粉を主たる材料とし、砕いたニンニクやショウガ、パクチー、ネギ、乾燥唐辛子、四川山椒油で味付けしたもの。揚げた油条のほか、葱油餅をはじめとする中国風平パンと一緒に食べることが多い。